# Malo Lešče
Malo Lešče je naselje u slovenskoj Općini Metliki. Malo Lešče se nalazi u pokrajini Dolenjskoj i statističkoj regiji Jugoistočnoj Sloveniji. 

## Stanovništvo
Prema popisu stanovništva iz 2002. godine naselje je imalo 29 stanovnika.